# Хичкок, Майкл
Майкл Хи́чкок (англ. Michael Hitchcock, родился 28 июля 1958, Дефайанс, Огайо) — американский актёр, сценарист и продюсер, трёхкратный номинант на Премию Гильдии сценаристов США.
С 1993 года сыграл около 100 ролей в кино и на телевидении, в том числе в фильмах «Сердцеедки», «Романтическое преступление», «Любовь всё меняет», «Серенити», «Пошли в тюрьму», «Реальные кабаны», «Хохотушка», «Девичник в Вегасе», «Супер 8», «Барб и Звезда едут в Виста-дель-Мар», сериалах «Полиция Нью-Йорка», «Несчастливы вместе», «Замедленное развитие», «Отчаянные домохозяйки», «Красавцы», «Всё тип-топ, или Жизнь на борту», «Такая разная Тара», «Мужчины среднего возраста», «Всю ночь напролёт», «Новая норма», «Методом проб и ошибок», «Чёрный понедельник» и других.
В качестве постоянного сценариста и продюсера работал над комедийным шоу «MADtv» (1999—2007), телесериалами «Хор» (2011—2015) и «Чокнутая бывшая» (2015—2019). Написал сценарии к фильмам «Плыви по течению» (1992), «Трудный ребёнок 3» (1995), «Домашний арест» (1996), «Лучший подарок на Рождество» (2000).